# Euphranta rudis
Euphranta rudis är en tvåvingeart som först beskrevs av Walker 1856.  Euphranta rudis ingår i släktet Euphranta och familjen borrflugor. Inga underarter finns listade i Catalogue of Life.